# 7175 Janegoodall
A 7175 Janegoodall (ideiglenes jelöléssel (7175) 1988 TN2) a Naprendszer kisbolygóövében található aszteroida. Vavrova, Z. fedezte fel 1988. október 11-én.